# Relazione sulla gestione
La relazione sulla gestione è un documento informativo sull'andamento della gestione e sulla situazione della società, redatto dagli amministratori della società, che deve essere allegato al bilancio d'esercizio.
La relazione deve indicare i settori in cui ha operato la società, con riferimento ai costi, ai ricavi e agli investimenti.
La relazione deve contenere:
1. le attività di ricerca e sviluppo,
2. i rapporti con le imprese,
3. il numero delle azioni,
4. i fatti di rilievo [1],
5. l'evoluzione della gestione,
6. gli obiettivi,
7. i rischi,
8. le sedi secondarie della società.

## Italia
Il nuovo articolo 2428 del codice civile, modificato nel 2007 secondo le previsioni sia della direttiva europea di modernizzazione contabile (51/2003/CE) sia delle successive, applicabile a tutte le società di capitali (con l'esclusione di quelle che redigono il bilancio in forma abbreviata ai sensi dell'art. 2435 bis del codice civile, articolo rinovellato nel 2008 e successivamente nel 2015; esclusione possibile solo nei casi e con le modalità disciplinate dallo stesso articolo 2435 bis),  prevede di conseguenza che:
Il bilancio d'esercizio deve essere corredato da una relazione degli amministratori contenente un'analisi fedele, equilibrata ed esauriente della situazione della società e dell'andamento e del risultato della gestione, nel suo complesso e nei vari settori in cui essa ha operato, anche attraverso imprese controllate, con particolare riguardo ai costi, ai ricavi e agli investimenti, nonché una descrizione dei principali rischi e incertezze cui la società è esposta.
L'analisi di cui sopra è coerente con l'entità e la complessità degli affari della società e contiene, nella misura necessaria alla comprensione della situazione della società e dell'andamento e del risultato della sua gestione, gli indicatori di risultato finanziari e, se del caso, quelli non finanziari pertinenti all'attività specifica della società, comprese le informazioni attinenti all'ambiente e al personale. L'analisi contiene, ove opportuno, riferimenti agli importi riportati nel bilancio e chiarimenti aggiuntivi su di essi.
Dalla relazione devono in ogni caso risultare:
1. le attività di ricerca e di sviluppo;
2. i rapporti con imprese controllate, collegate, controllanti e imprese sottoposte al controllo di queste ultime;
3. il numero e il valore nominale sia delle azioni proprie sia delle azioni o quote di società controllanti possedute dalla società, anche per tramite di società fiduciaria o per interposta persona, con l'indicazione della parte di capitale corrispondente;
4. il numero e il valore nominale sia delle azioni proprie sia delle azioni o quote di società controllanti acquistate o alienate dalla società, nel corso dell'esercizio, anche per tramite di società fiduciaria o per interposta persona, con l'indicazione della corrispondente parte di capitale, dei corrispettivi e dei motivi degli acquisti e delle alienazioni;
5. i fatti di rilievo avvenuti dopo la chiusura dell'esercizio [2];
6. l'evoluzione prevedibile della gestione;

1. -bis) in relazione all'uso da parte della società di strumenti finanziari e se rilevanti per la valutazione della situazione patrimoniale e finanziaria e del risultato economico dell'esercizio:
  - gli obiettivi e le politiche della società in materia di gestione del rischio finanziario, compresa la politica di copertura per ciascuna principale categoria di operazioni previste;
  - l'esposizione della società al rischio di prezzo, al rischio di credito, al rischio di liquidità e al rischio di variazione dei flussi finanziari.
2. l'elenco delle sedi secondarie della società.

È buona prassi aziendale dettagliare l'informativa con l'indicazione di un Documento interno per la privacy e sicurezza dei dati, codice etico (D. lgs. 231/2001), certificazioni conseguite. L'informativa sulla ricerca e sviluppo riporta i principali progetti, con l'importo speso e previsto a termine, presenza o previsione nell'anno di deposito di brevetti, con eventuale condivisione con terzi della proprietà intellettuale, e ordinativi in arrivo da cliente italiano ed estero.

In merito all'informativa attinente al personale sono evidenziate: giorni di sciopero e rinnovo del contratto aziendale, erogazione del premio di risultato, numero di licenziamenti/dimissioni e assunzioni in somministrazione e a tempo indetemrinato, cause per mobbing e reintegrazioni nel posto di lavoro; morti e infortuni con lesioni gravi o gravissime, addebiti per malattie professionali a dipendenti o ex-dipendenti, investimenti in corsi di formazione / indumenti/ adeguamento e migliorie di struttura per la sicurezza dei lavoratori.

In merito all'informativa ambientale, è buona prassi indicare se esistono pendenze in giudizio, ovvero sono state inflitte sanzioni o pene per reati ambientali, l'eventuale stanziamento e assorbimento di riserve per gli oneri legali o l'indennizzo dei danni a dipendenti e terzi, gli investimenti in adeguamenti e migliorie di impianto.

In particolare per le aziende che lavorano nel campo dell'appalto o subfornitura su ordinazione, dove esiste un rischio di responsabilità solidale per i clienti (o viene a crearsi in base a una normativa in continua evoluzione), sono fornite informazioni riguardo ad esercizio di origine, oggetto, importo e grado di giudizio raggiunto dai contenziosi previdenziali e tributari.

## Europa
L'Unione Europea ha emanato numerose direttive e regolamenti in merito alla standardizzazione della contabilità, sinteticamente riconducibili ai principi IFRS, che riguardano anche i documenti informativi.